# ショチケツァル

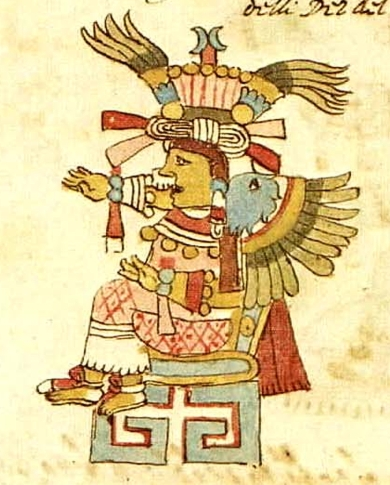
リオス絵文書のショチケツァル

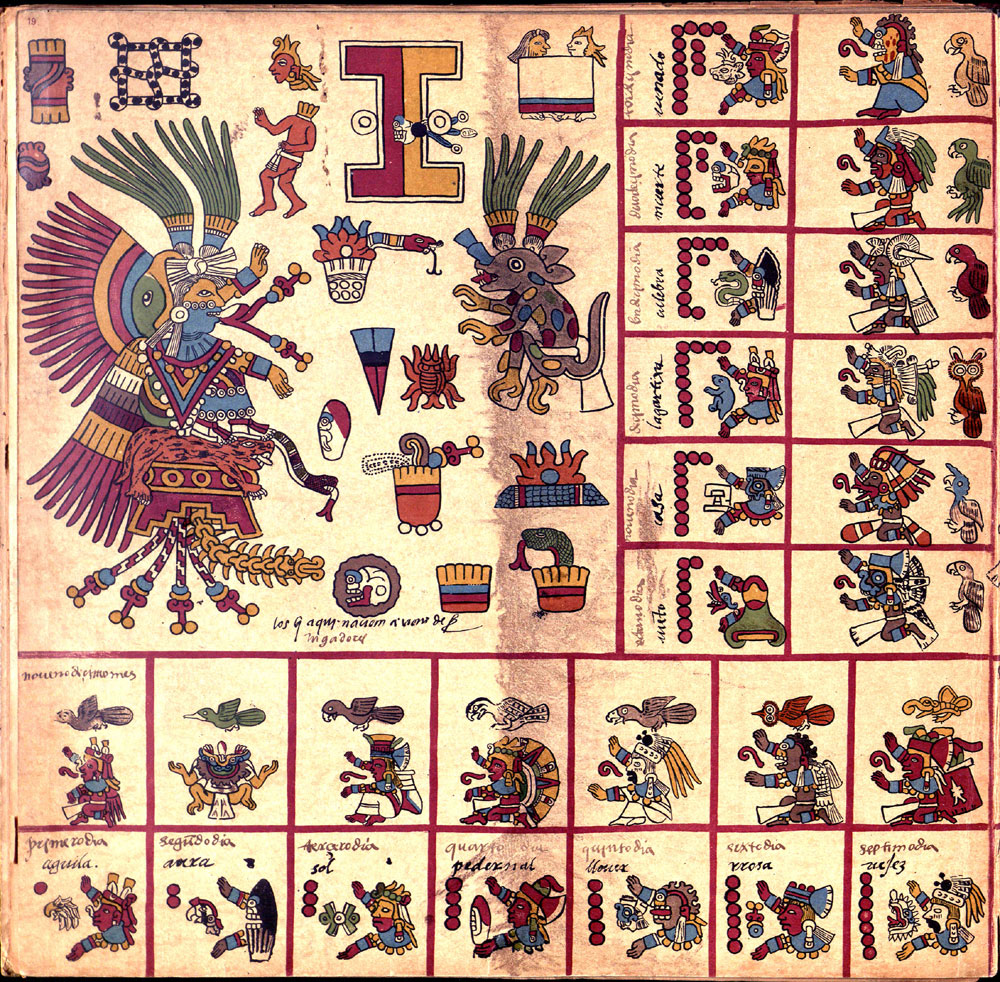
ブルボン絵文書より「1の鷲」のトレセーナ。左上にショチケツァルを大きく描く

ショチケツァル（Xochiquetzal）は、アステカ神話の女神。
文字通りには「花(xochitl)のケツァール(quetzalli)」を意味し、若い娘の性的な力、花、喜びなどの女神であるが、また機織りなど工芸の守護神でもあり、妊娠と出産を司る。
ショチケツァルはショチピリおよびマクイルショチトル（「5の花」）と対応する女神である。
図像上は通常華やかな盛装をして黄金の飾りをつけている。
ショチケツァルはアステカ暦の1の鷲のトレセーナを司る。またシウポワリのウェイパチトリ（テペウィトル、第13月）に金属細工師、彫刻家、画家、機織り職人、羽毛職人、刺繍職人らによって祭られる。このときにショチケツァルに扮した女性が生贄にされ、皮をはがれる。トシカトル（第5月）の祭では、ウィツィロポチトリに扮した人物が犠牲にされるが、その4人の妻のひとりがショチケツァルに扮する。
ショチケツァルの司るトレセーナに生まれた女子は、行儀よく育てばショチケツァルの力を得て優れた機織りの能力を得るが、そうでなければ不品行になるとされる。